# 라팡
라팡(lapin)은 대한민국의 작곡가이자 싱어송라이터이다. 2012년 첫 정규 앨범 "Dentist Hongilkim 01"을 발표했고, 2013 Mnet에서 방영된 작곡가 오디션 프로그램  슈퍼 히트에서 대상을 수상하였다.   
방송 당시 팀원이 흥얼거린 멜로디를 모두 기억하는 탁월한 음악 감각으로  주목을 받은 그는 EP "I Call It Love"를 통해 활동을 이어갔다. 이후 벤 'you', 박정현 '가슴에 사는 사람' 바비킴 ‘영원히 너를‘ 수란 ’너의 꿈에‘ 등으로 인기 OST 작곡가 반열에 오른 그는 클래식 연주자들과의 협주곡 '나만의 길 (My Own Way)'과 재즈 기타리스트 정수욱의 피처링이 돋보이는 싱글 '머물러줘요'를 통해 다양한 장르의 음악을 들려주었다.  
정규 2집 "Lapin Piano 02"에서는 여러 트랙의 피아노로 참여하였으며  2018년 반려견 우주와의 이야기를 담아낸 "NEVERSAY BYE BYE MY DAUGHTER WUZU"와 "happy time"를 통해 음악적 성장을 입증 싱어송라이터에서 아티스트로 평가되기에 이르렀다.2016년 밀라노 엑스포 joomoo pavillion의 음악과 박찬욱 감독의 서울시 홍보영화 this is seoul의 주제가를 담당하였으며. 중국, 홍콩 마카오 등지에서 사용된 Naver line 광고 음악에 그의 목소리로 입혀진 Everyday는 중국 내 2000만 다운로드를 기록하기도 하였다.  
현재 그의 음악은 KBS happy FM 4시 이각경의 해피타임 시그널, KBS 라디오 오디오 판타지 사슴의 은신처 배경음악, KBS 3 radio 6시 12시. 대한민국 인기가요. KBS 한민족방송 대한민국 인기가요. TBS FM 웅산의 스위트멜로디 교통정보 등의 시그널로 쓰이고 있으며, kbs kong application 실행 시 나오는 KBS kong 테마도 그의 음악이다.

수상
Mnet 작곡자 오디션 슈퍼 히트 대상. 박재정 `이뤄진다‘ 작곡
참여작품
MBC 드라마 불의 여신 정이 ost  바비킴 ‘ 영원히 너를 ’ 백아연 '눈물도 사랑인걸' 작곡
MBC 드라마 `화정 `ost  박정현 `가슴에 사는 사람` 작사 작곡
Mbc 드라마 `여왕의 꽃` ost 김연지 ` 우리 사랑인가요 ` 작곡
일본 수출 드라마  “ 내가 가장 예뻤을 때”  “무서운 놈과 귀신과 나 ” “ 사랑이 우리를 움직이는 방식” “ 동화처럼” “ 그녀들의 완벽한 하루” 등 다수의 수출 드라마 주제가 작곡.
박찬욱 박찬경 감독 서울시 홍보영화 주제가  “ 여긴 서울” 작곡 
이민호 주연 NAVER `LINE` 홍보 드라마 ‘one line love ` 주제가 작곡 'everyday` 
kbs 월화드라마. 힐러 ost 테이 `눈이 하는말` 벤 `유` 작사 작곡 
Mbc 월화드라마 `빛나거나 미치거나 ` ost 페이지 이가은 `그대가 오네요` 작사 작곡 
서울 교대 평생 교육원 실용음악 출강 
2015밀라노 엑스포 JOOMOO pavilion 테마송 작곡
2016 sbs 드라마 딴따라 ost 수란 ` 너의 꿈에 ` 작곡
2018 KBS app KONG Theme  
2018 KBS HAPPYFM 4시 이각경의 해피타임 시그널  
2018 KBS 해피타임 사슴의 은신처 배경음악  
2018 TBS 교통방송 시그널 `별노래`
2021 KBS3 radio . 한민족방송 대한민국 인기가요 시그널
발매앨범
2012 덴티스트 홍일킴 힐링 피아노 앨범  1집 
2013 싱글 김홍일 feat 박용인 of 어반자카파 ‘I call it love `  
2015 싱글 나만의 길 
2016 싱글 머물러줘요 feat 정수욱 
2017 정규 lapin piano 02 
2017 싱글 별의 별 feat 제이
2018 EP 네버세이 바이바이 마이도터 우주 (feat 김장원 of daybreak. feat 조윤성)
2018 정규 HAPPYTIME (feat박용인 of 어반자카파. 제이. 김장원 of daybreak. 아나운서 이각경)
2019 정규 MYSELF (feat 김장원 of daybreak. feat 조윤성) 
2021 정규 FOREVER YOU feat 제이 